# Жосеній-Биргеулуй (комуна)
Жосеній-Биргеулуй (рум. Josenii Bârgăului) — комуна у повіті Бистриця-Несеуд в Румунії. До складу комуни входять такі села (дані про населення за 2002 рік):
- Жосеній-Биргеулуй (2011 осіб) — адміністративний центр комуни
- Міжлоченій-Биргеулуй (1757 осіб)
- Русу-Биргеулуй (930 осіб)
- Стримба (382 особи)

Комуна розташована на відстані 327 км на північ від Бухареста, 15 км на північний схід від Бистриці, 94 км на північний схід від Клуж-Напоки.

## Населення
За даними перепису населення 2002 року у комуні проживали 5080 осіб.
Національний склад населення комуни:
| Національність | Кількість осіб | Відсоток |
| -------------- | -------------- | -------- |
| румуни         | 4859           | 95,6%    |
| цигани         | 213            | 4,2%     |
| угорці         | 5              | 0,1%     |
| українці       | 2              | < 0,1%   |
| німці          | 1              | < 0,1%   |

Рідною мовою назвали:
| Мова       | Кількість осіб | Відсоток |
| ---------- | -------------- | -------- |
| румунська  | 5066           | 99,7%    |
| угорська   | 12             | 0,2%     |
| українська | 1              | < 0,1%   |
| німецька   | 1              | < 0,1%   |

Склад населення комуни за віросповіданням:
| Релігія            | Кількість осіб | Відсоток |
| ------------------ | -------------- | -------- |
| православні        | 4768           | 93,9%    |
| п'ятдесятники      | 274            | 5,4%     |
| бретрени           | 5              | 0,1%     |
| атеїсти            | 5              | 0,1%     |
| греко-католики     | 4              | 0,1%     |
| реформати          | 2              | < 0,1%   |
| старообрядці       | 2              | < 0,1%   |
| римо-католики      | 1              | < 0,1%   |
| не вказали релігію | 1              | < 0,1%   |